# جائزة فلم فير لأفضل مغنية تشغيل – التاميل

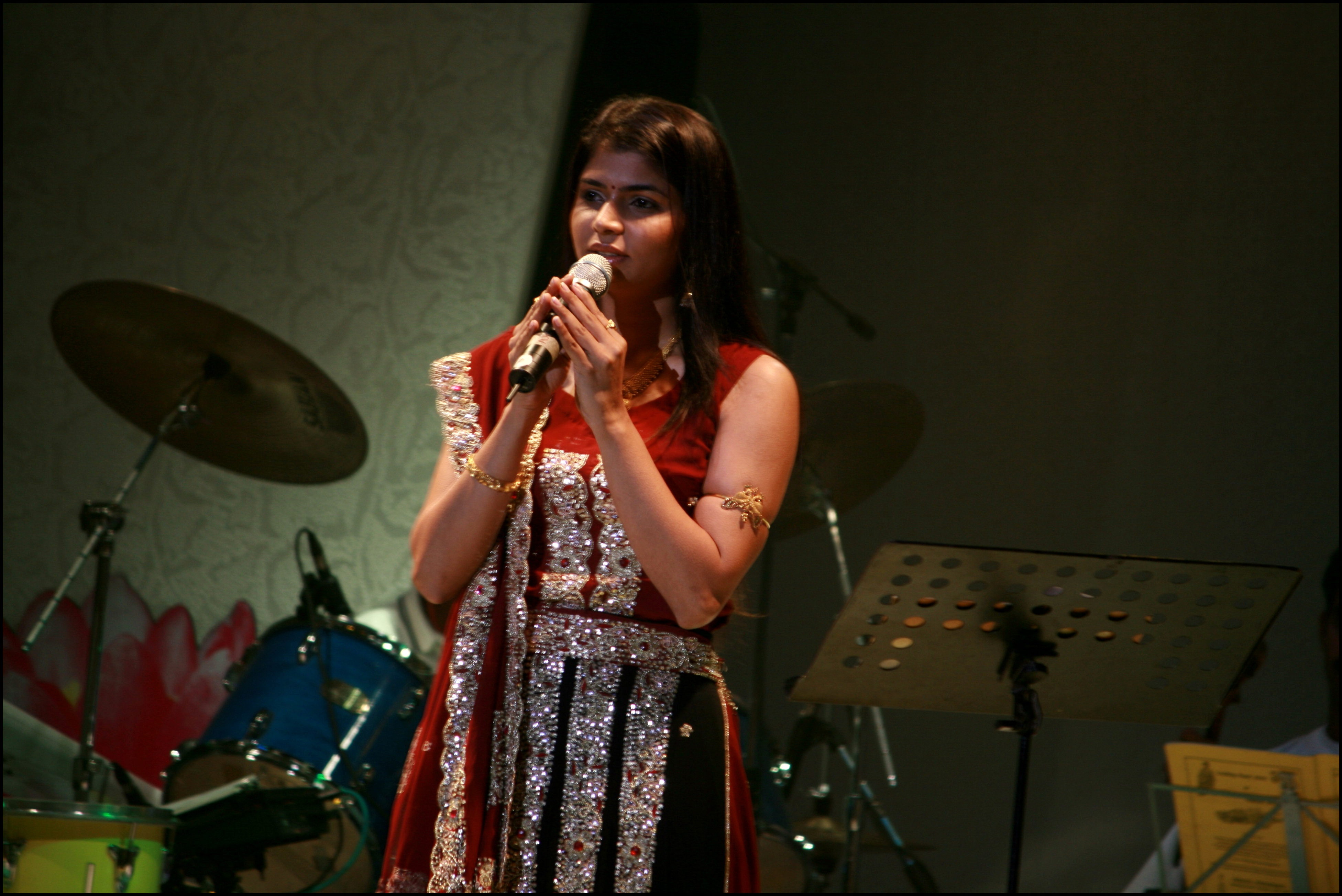
المغنية الهندية تشينماي سريبادا في عام 2008

جائزة تاميل فيلم فير لأفضل مغنية تشغيل أنثى من قبل مجلة فيلم فير كجزء من جوائز فيلم فير السنوية للأفلام التاميلية.
مُنحت أول جائزة تاميلية في عام 2006. ومع ذلك منذ عام 1997 حتى عام 2005، كانت هناك جائزة مشتركة للتشغيل متاحة للمغنيين والمغنيات من جميع لغات جنوب الهند الأربع.